# Nicholas Hilliard

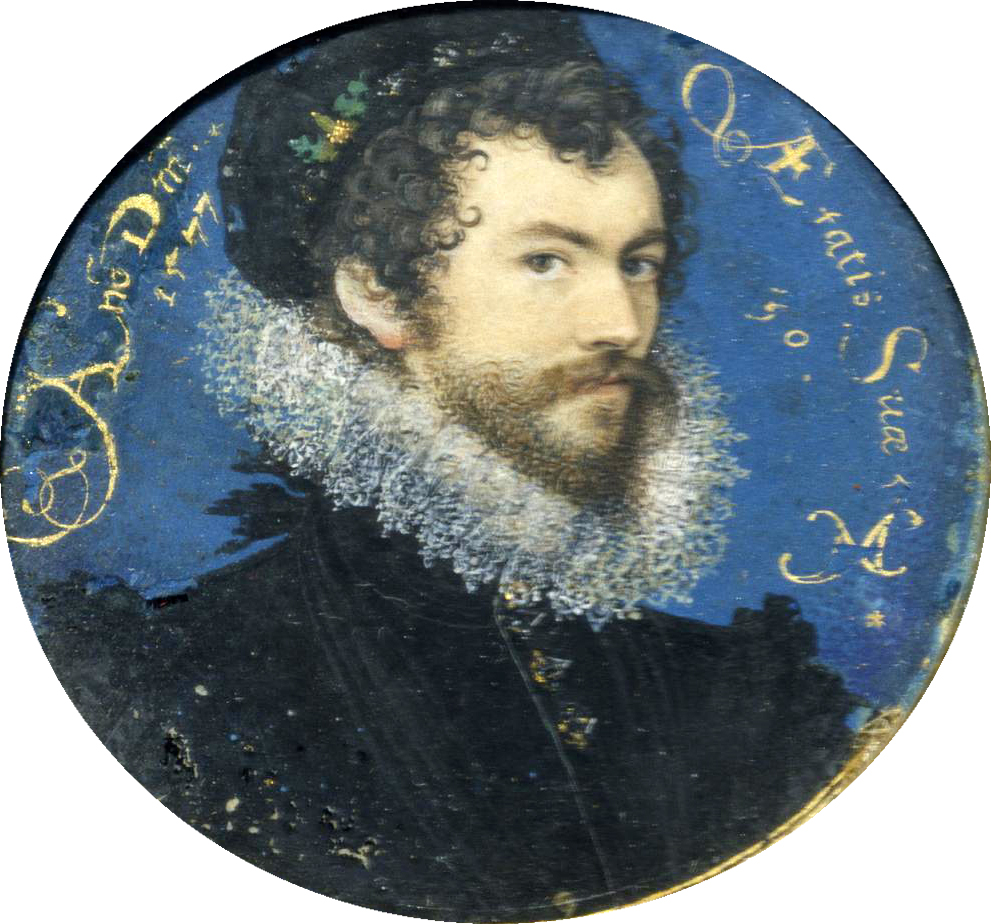
Selbstporträt, 1577

Nicholas Hilliard (* um 1547 in Exeter; † 7. Januar 1619 in London) war ein englischer Miniaturenmaler und Siegelschneider des Elisabethanischen Zeitalters. Er arbeitete außerdem als Porträtmaler. Zeichnungen von ihm sind nur wenige erhalten. Zu seinen Auftraggebern gehörte zunächst Königin Elisabeth I. sowie später Jakob I. und deren Hofadel.
Ab 1562 ließ Hilliard sich vom königlichen Juwelier Robert Brandon zum Goldschmied ausbilden; 1569 wurde er zum Meister ernannt. Hilliard gilt als der erste englische Maler, dessen Lebenslauf und Werk etwas ausführlicher dokumentiert ist. Stilistisch zeigen seine Arbeiten eine Nähe zu Hans Holbein dem Jüngeren, den er gemeinsam mit Albrecht Dürer in seinem Traktat The Art of Limning als Meister nennt, ohne sie jedoch persönlich gekannt zu haben.
Seine Kunstwerke gelten, insbesondere im Vergleich zum zeitgleich aufkommenden Frühbarock, als ausgesprochen konservativ und kontrastarm, zeichnen sich jedoch auch durch große seelische Einfühlung in seine Modelle aus.
1604 wurde er in seiner höfischen Stellung als Porträt- und Miniaturenmaler durch seinen ehemaligen Schüler Isaak Oliver ersetzt. Seine zahlreichen Miniaturen werden heute in der National Portrait Gallery in London aufbewahrt.
1617 erhielt Nicholas Hilliard ein königliches Patent von James I., das ihn für die kommenden 12 Jahre zum Graveur und Medailleur für Darstellungen von James I. und der königlichen Familie machte. Er wird darin Embosser of medals in gold genannt.
Das Vokalensemble The Hilliard Ensemble hatte sich nach ihm benannt.

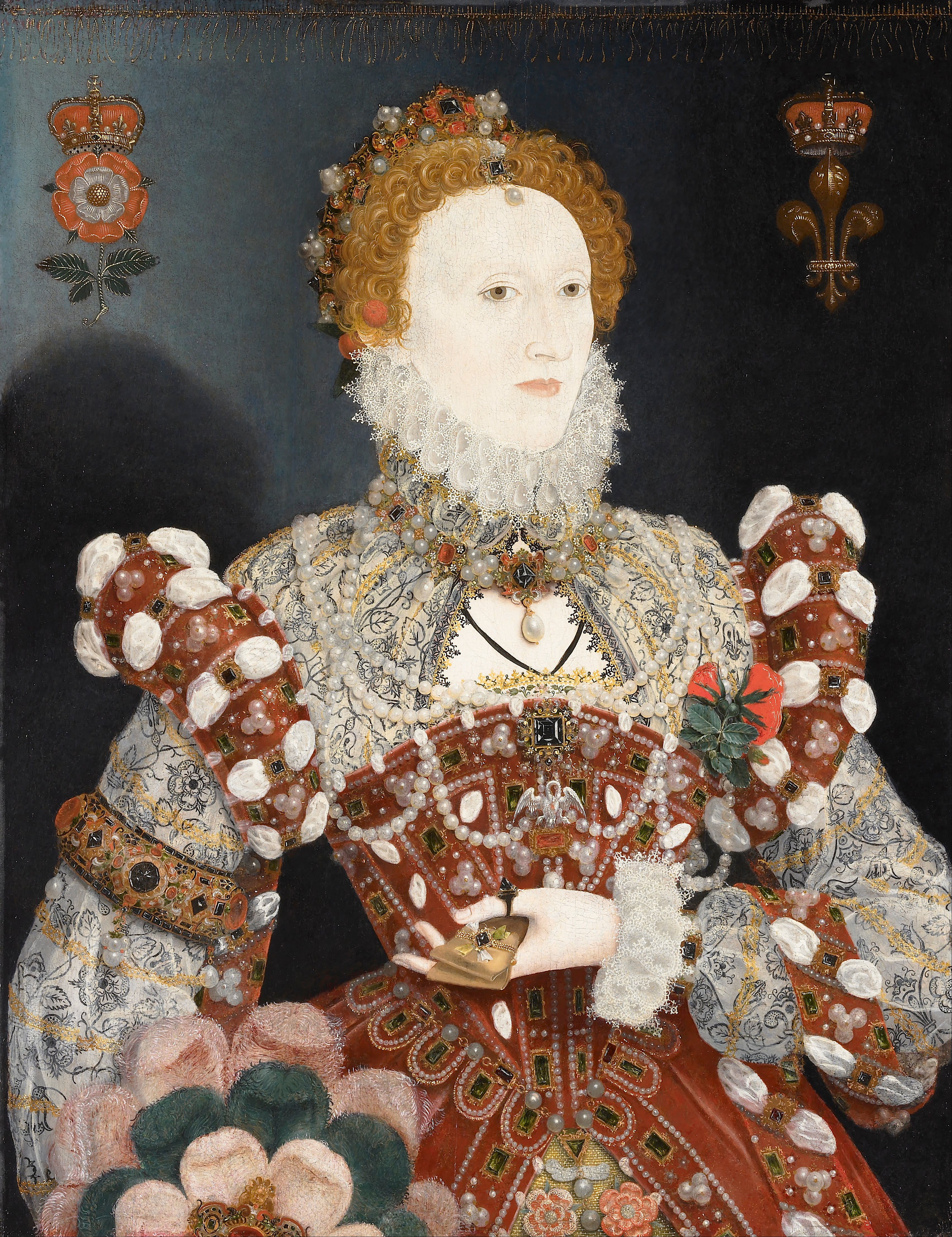
Elisabeth I., um 1572
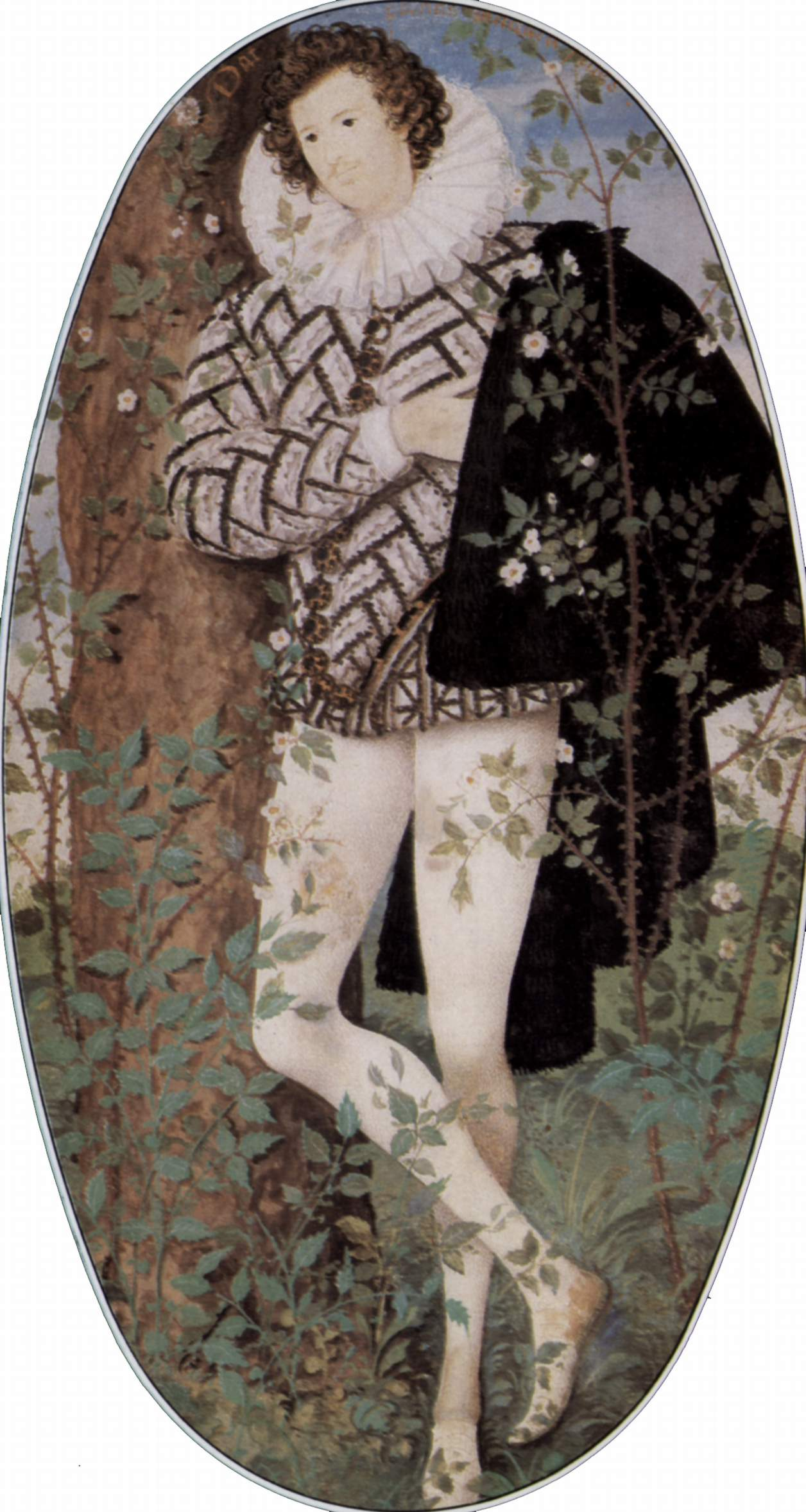
Jüngling unter Rosen, 1588, Victoria and Albert Museum, London
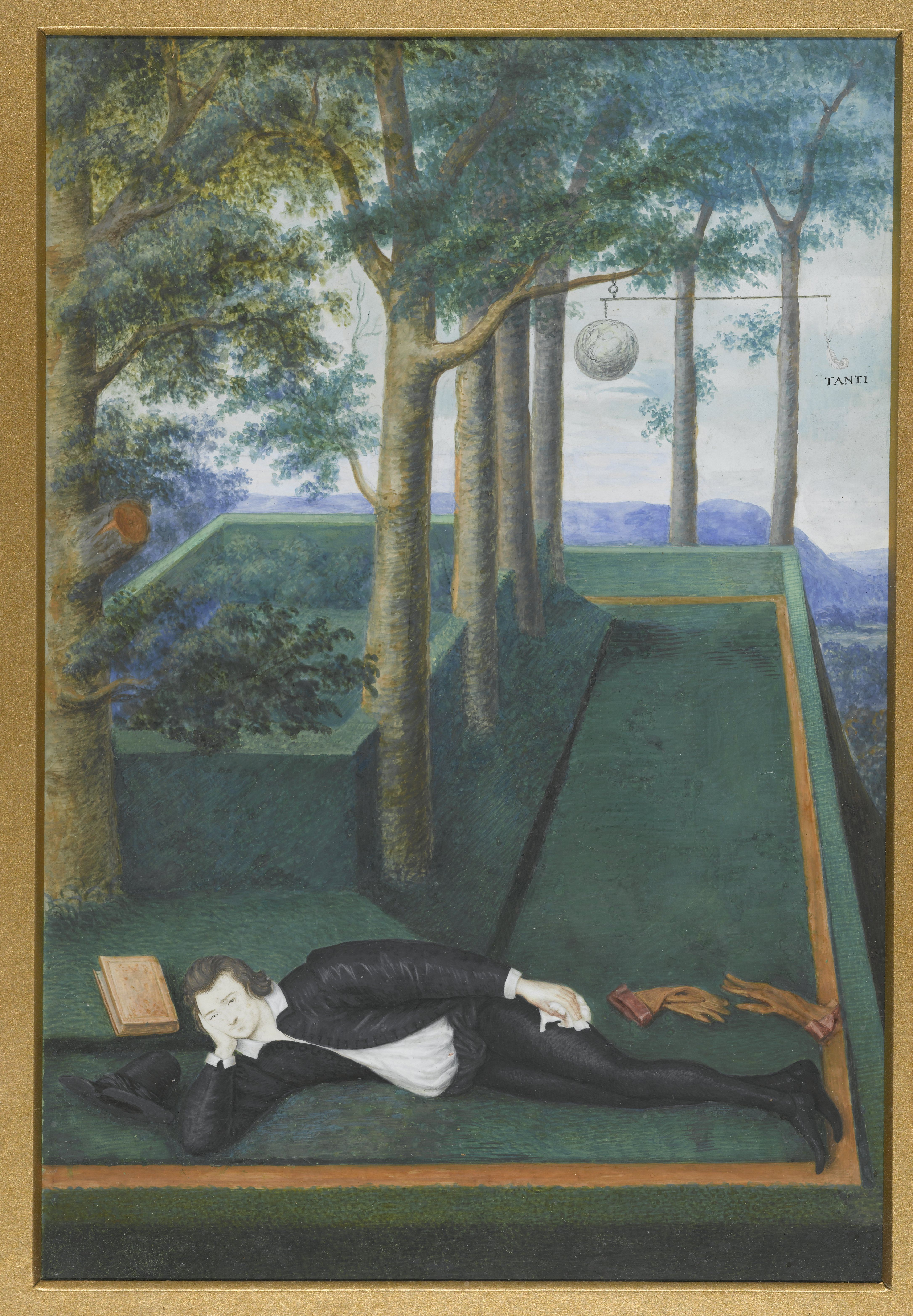
Henry Percy, „The Wizard Earl“, um 1594
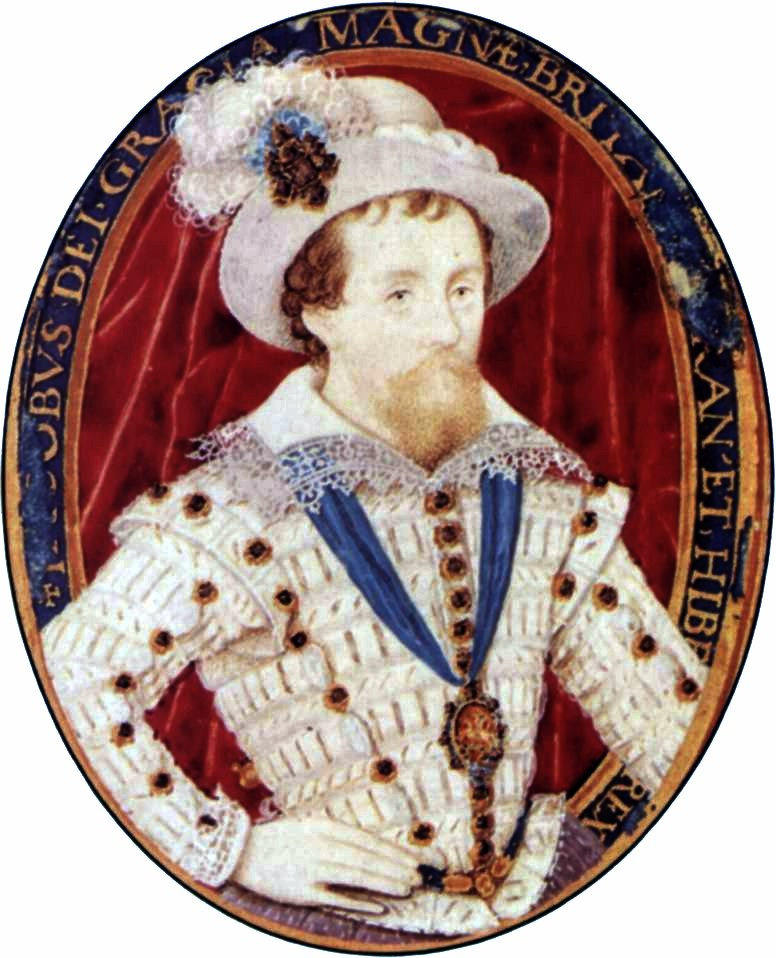
Jakob I., um 1603